# Ariadna natalis
Ariadna natalis is een spinnensoort uit de familie van de zesoogspinnen (Segestriidae).
De wetenschappelijke naam van de soort werd in 1900 gepubliceerd door Reginald Innes Pocock.